# 西馬德雷山脈

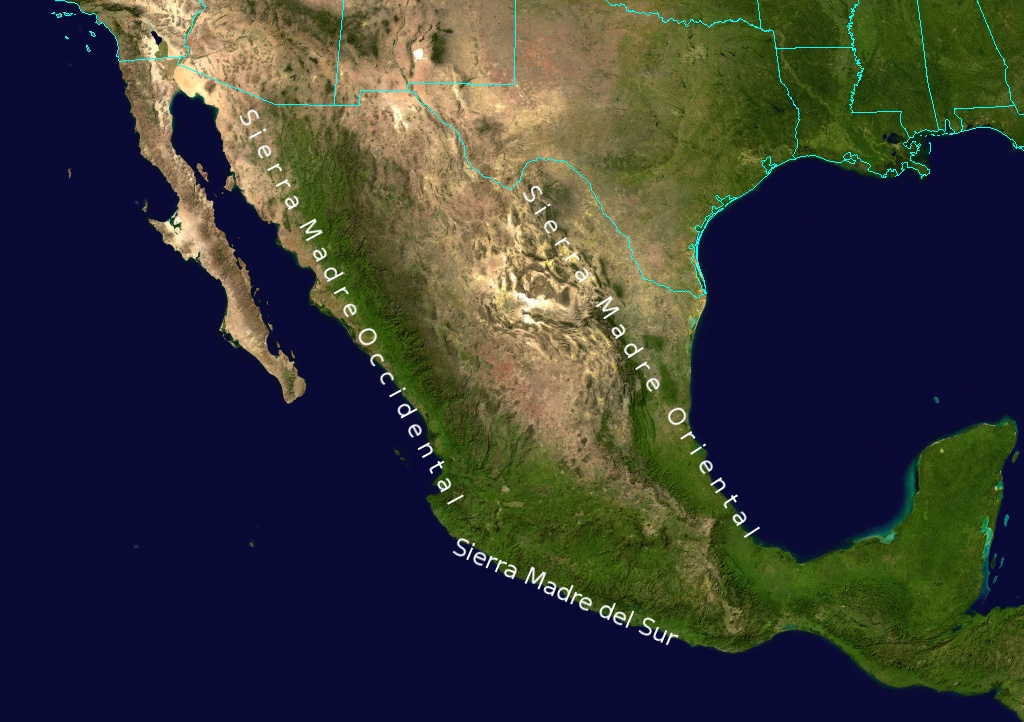
墨西哥境内的三条马德雷山脉，西馬德雷山脈位於加利福尼亞灣東側

西馬德雷山脈（Sierra Madre Occidental），是墨西哥的主要山脈之一，位於墨西哥高原西緣，其名意为“西部母山脈”。
西馬德雷山脈西北起于美国亚利桑那州图森附近，向东南沿墨西哥太平洋海岸延伸至墨西哥中部境内，全长約1500公里。主峰Cerro Mohinora

## 外部連結
- Sierra Madre Occidental pine-oak woodlands (World Wildlife Fund) （页面存档备份，存于）